# Francis T. Nicholls

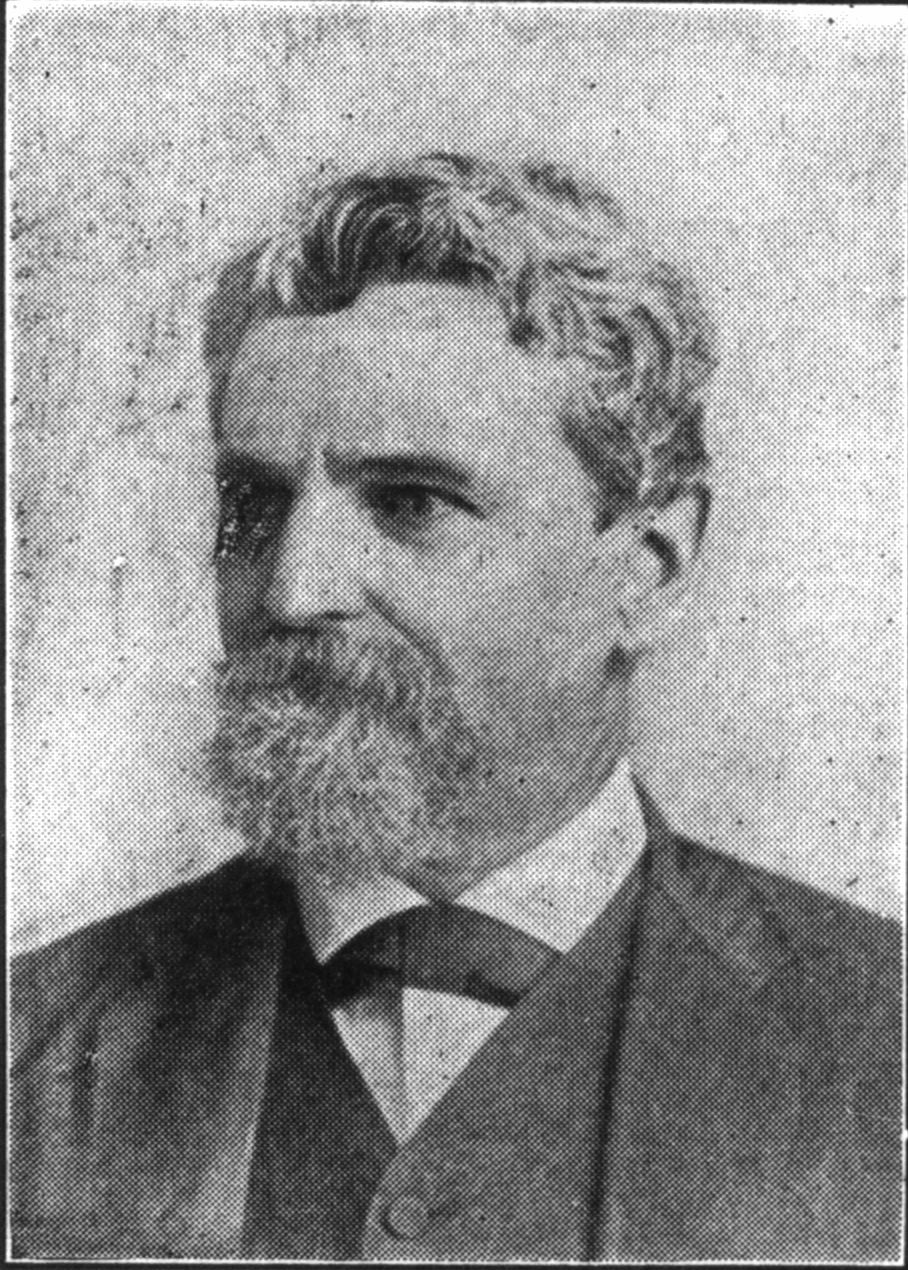
Francis T. Nicholls

Francis Redding Tillou Nicholls (* 20. August 1834 in Donaldsonville, Ascension Parish, Louisiana; † 4. Januar 1912 bei Thibodaux, Louisiana) war ein US-amerikanischer Politiker und von 1877 bis 1880 sowie von 1888 bis 1892 Gouverneur des Bundesstaates Louisiana. Während des Amerikanischen Bürgerkriegs war er Brigadegeneral im Heer der Konföderation.

## Frühe Jahre
Francis Nicholls besuchte die Jefferson Academy in New Orleans und absolvierte dann zwischen 1851 und 1855 die US-Militärakademie in West Point, New York, die er als 12. seines Jahrgangs beendete. Danach war er für ein Jahr als Leutnant des US-Heeres in Florida und Kalifornien stationiert. 1856 quittierte Nicholls den Dienst aus gesundheitlichen Gründen. Nach einem anschließenden Jurastudium an der heutigen Tulane University begann er in Napoleonville, Louisiana als Rechtsanwalt zu arbeiten.

## Politischer Aufstieg
Zu Beginn des Bürgerkriegs half Nicholls bei der Aufstellung eines Infanterieregiments in Louisiana, das später dem Heer der Konföderierten Staaten unterstellt wurde. In diesem Regiment wurde er Hauptmann. Im weiteren Verlauf des Krieges stieg er bis zum Brigadegeneral auf. Während des Krieges verlor er seinen linken Arm und seinen linken Fuß. Nach dem Krieg setzte er seine Anwaltstätigkeit fort. Er war Mitglied der Demokratischen Partei und wurde von dieser zum Kandidaten für die 1876 anstehende Gouverneurswahl nominiert. Sein Gegenkandidat war der Republikaner Stephen B. Packard. Nicholls gewann die Wahl mit etwa 8000 Stimmen Vorsprung. Die Republikaner fochten die Wahl wegen Unregelmäßigkeiten an und ein Wahlausschuss erklärte Packard zum Sieger. Im Zusammenhang mit der umstrittenen Präsidentschaftswahl von 1876 zwischen Rutherford B. Hayes und Samuel J. Tilden wurde auf Bundesebene ein Kompromiss beschlossen. Neben dem Ende der Rekonstruktionspolitik wurde unter anderem auch Nicholls als Gouverneur von Louisiana anerkannt.

## Gouverneur von Louisiana
Nicholls trat sein neues Amt am 8. Januar 1877 an. Er musste sich mit einer korrupten Verwaltung auseinandersetzen. Finanzminister Edward A. Burke war einer der korruptesten Politiker in der Geschichte Louisianas. Später setzte sich dieser mit 1,2 Millionen Dollar aus der Haushaltskasse nach Honduras ab. Samuel James, der für den Verleih von Sträflingen zuständig war, verstand es ebenfalls aus dieser Position auf illegale Weise Profit zu machen. Vizegouverneur Louis A. Wiltz verdiente gewaltig an der korrupten staatlichen Lotterie mit. Gegen die umgreifende Korruption, auch innerhalb seiner Partei, kam der Gouverneur nicht an. In seiner ersten Amtszeit wurde die Hauptstadt wieder von New Orleans nach Baton Rouge verlegt. Ein Verfassungskonvent unter der Leitung von Vizegouverneur Wiltz reduzierte Nicholls’ Amtszeit um ein Jahr. Die Tatsache, dass Nicholls im Jahr 1879 nicht mehr nominiert wurde und ausgerechnet Wiltz zu seinem Nachfolger gewählt wurde, unterstreicht, wie wenig der Gouverneur gegen die damalige Korruption in Louisiana erreichen konnte. Nach dem Ende seiner Amtszeit wurde er wieder als Anwalt tätig.
1887 hatte seine Partei ihre Haltung geändert. Sie war nun gegen die korrupte Lotterie und nominierte nochmals Nicholls für das Amt des Gouverneurs. Er wurde gewählt und konnte zwischen dem 21. Mai 1888 und dem 10. Mai 1892 eine zweite Amtszeit absolvieren. In dieser Zeit führte er einen Kreuzzug gegen die Lottogesellschaft. Dabei erhielt er auch die Hilfe der Bundesregierung, die ein Gesetz erließ, wonach Lotterielose nicht per Post über Staatsgrenzen zwischen den US-Bundesstaaten verschickt werden durften. Allerdings benutzte Nicholls nun selbst fragwürdige Methoden. So hat er zugestimmt, Samuel D. McEnery zum Richter am Obersten Gerichtshof des Staates zu ernennen. Damit umging er eine faire Wahl, bei der die Republikaner die Mehrheit gehabt hätten. Nicholls unterstützte auch die Politik, wonach die schwarze Bevölkerung möglichst von Wahlen ferngehalten werden sollte. Ebenfalls negativ zu vermerken ist die Kürzung des Bildungsetats. Louisianas Bildungssystem war vergleichsweise schlecht, und daran sollte sich in den folgenden 100 Jahren auch nicht viel ändern.

## Weiterer Lebenslauf
Nach dem Ende seiner Amtszeit wurde Nicholls zum Vorsitzenden Richter des Obersten Gerichtshofes von Louisiana ernannt. Dieses Amt übte er von 1892 bis 1904 aus. Zwischen 1904 und 1911 war er beisitzender Richter an diesem Gericht. Francis Nicholls starb im Januar 1912. Mit seiner Frau Caroline Alpha Guion hatte er sieben Kinder (einen Sohn und sechs Töchter).